# Tasta sectinota
Tasta sectinota là một loài bướm đêm trong họ Geometridae.